# Haslev
Haslev é um município da Dinamarca, localizado na região este, no condado de Vestsjaelland.
O município tem uma área de 132,65 km² e uma  população de 14 589 habitantes, segundo o censo de 2004.